# تاتسویا موراتا
تاتسویا موراتا (انگلیسی: Tatsuya Murata؛ زادهٔ ۸ اوت ۱۹۷۲) بازیکن فوتبال اهل ژاپن است.
از باشگاه‌هایی که در آن بازی کرده‌است می‌توان به باشگاه فوتبال توکیو وردی و باشگاه فوتبال کونسادول ساپورو اشاره کرد.